# Fontaine-la-Soret
Fontaine-la-Soret foi uma antiga comuna francesa na região administrativa da Normandia, no departamento de Eure. Estendia-se por uma área de 9,5 km². Em 2010 a comuna tinha 409 habitantes (densidade: 43,1 hab./km²).
Em 1 de janeiro de 2017, passou a formar parte da nova comuna de Nassandres sur Risle.